# Pentagenia robusta
Pentagenia robusta foi uma espécie de insecto da família Ephemeridae.
Foi endémica dos Estados Unidos da América.